# Alberto Pacher
Alberto Pacher (Trento, 27 agosto 1956) è un politico italiano.
È stato sindaco di Trento dal 1998 al 2008, vicepresidente della provincia autonoma di Trento dal 2008 al 2012 (presidente facente funzioni nell'ultimo anno di mandato) e presidente del Trentino-Alto Adige dal 2013 al 2014.

## Biografia
Laureato in sociologia, si è specializzato poi in psicoterapia; ha lavorato al Servizio per le Tossicodipendenze (SERT) e ha svolto l'attività di psicologo.
Dal 1990 al 1993 è stato consigliere comunale di Trento per il Partito Comunista Italiano prima e per il Partito Democratico della Sinistra poi. Nel 1993 è nominato assessore alle Politiche Sociali, mentre nel 1995 ha assunto il ruolo di vicesindaco. Il 2 ottobre 1998, in seguito alle dimissioni di Lorenzo Dellai, svolge le funzioni di sindaco reggente.
Il 16 maggio 1999 viene eletto sindaco di Trento al primo turno, avendo ottenuto il 69,3% dei voti. Il 27 dicembre 2002 il Presidente della Repubblica Carlo Azeglio Ciampi lo ha insignito dell'onorificenza di Commendatore Ordine al Merito della Repubblica Italiana.
Alle elezioni comunali dell'8 maggio 2005 è rieletto con il 64,3% dei suffragi. Con le elezioni primarie dell'8 giugno 2008 è stato eletto, con il 69,1% delle preferenze, segretario del Partito Democratico trentino. All'inizio di settembre 2008 ha annunciato la candidatura al consiglio provinciale alle elezioni del 9 novembre e quindi le dimissioni anticipate da sindaco. Il suo posto viene assunto ad interim dal vicesindaco Alessandro Andreatta, fino alle elezioni comunali del 3 maggio 2009 che lo confermeranno ufficialmente come primo cittadino. Ottenendo 14.810 preferenze personali è stato nominato da Dellai vicepresidente della giunta provinciale – con assessorato a lavori pubblici, ambiente e trasporti – mantenendo così anche la carica di consigliere.
Il 29 dicembre 2012 Dellai si dimette per partecipare alle elezioni politiche del 2013 e Pacher gli subentra in qualità di vicepresidente facente funzioni, il tutto non comportando lo scioglimento del Consiglio provinciale poiché mancava meno di un anno al suo termine naturale. Il 22 gennaio 2013 il Consiglio regionale del Trentino-Alto Adige lo ha eletto presidente della regione.
Non si è voluto candidare alla presidenza della provincia autonoma, nonostante le richieste arrivate – fra gli altri – da Alessandro Andreatta, sindaco di Trento, e da Lorenzo Dellai, deputato e suo predecessore. Il 9 novembre 2013, in seguito alle elezioni provinciali del 27 ottobre, passa le consegne a Ugo Rossi del PATT, già assessore alla salute e alle politiche sociali nella sua giunta.